# Rally Cycling/Saison 2020
Dieser Artikel beschreibt die Saison 2020 des Radsportteams Rally Cycling
Das Team belegte in der UCI-Weltrangliste den 68. Platz.

## Siege
UCI Continental Circuits
| Datum     | Rennen                                    | Kat. | Fahrer        |
| --------- | ----------------------------------------- | ---- | ------------- |
| 7. August | 4. Etappe Tour de Savoie Mont-Blanc       | 2.2  | Gavin Mannion |
| 8. August | 5. Etappe Tour de Savoie Mont-Blanc (EZF) | 2.2  | Gavin Mannion |

## Kader
| Teamkader 2020                               | Teamkader 2020     | Teamkader 2020     | Teamkader 2020                        |
| Name                                         | Geburtsdatum       | Land               | Vorheriges Team                       |
| -------------------------------------------- | ------------------ | ------------------ | ------------------------------------- |
| Ryan Anderson                                | 22. Juli 1987      | Kanada             | Direct Énergie (2017)                 |
| Stephen Bassett                              | 27. März 1995      | Vereinigte Staaten | Wildlife Generation p/b Maxxis (2019) |
| Rob Britton                                  | 22. September 1984 | Kanada             | SmartStop (2015)                      |
| Nathan Brown                                 | 7. Juli 1991       | Vereinigte Staaten | EF Education First (2019)             |
| Robin Carpenter                              | 20. Juni 1992      | Vereinigte Staaten | Holowesko Citadel Racing Team (2017)  |
| Pier-André Côté                              | 24. April 1997     | Kanada             | Silber Pro Cycling (2018)             |
| Matteo Dal-Cin                               | 14. Januar 1991    | Kanada             | Silber Pro Cycling (2016)             |
| Adam de Vos                                  | 21. Oktober 1993   | Kanada             | H&R Block (2015)                      |
| Nigel Ellsay                                 | 30. April 1994     | Kanada             | Silber Pro Cycling (2017)             |
| Maël Guégan (1. Aug.–31. Dez., Stagiaire)    | 19. Januar 1998    | Frankreich         | Sojasun espoir-ACNC (2020)            |
| Colin Joyce                                  | 6. August 1994     | Vereinigte Staaten | Axeon-Hagens Berman (2016)            |
| Tyler Magner                                 | 3. Mai 1991        | Vereinigte Staaten | Holowesko Citadel Racing Team (2017)  |
| Gavin Mannion                                | 24. August 1991    | Vereinigte Staaten | UnitedHealthcare (2018)               |
| John Murphy                                  | 15. Dezember 1984  | Vereinigte Staaten | Holowesko Citadel (2018)              |
| Kyle Murphy                                  | 5. Oktober 1991    | Vereinigte Staaten | Cylance (2017)                        |
| Emerson Oronte                               | 29. Januar 1990    | Vereinigte Staaten |                                       |
| Keegan Swirbul (1. Aug.–31. Dez., Stagiaire) | 2. September 1995  | Vereinigte Staaten | Floyd's Pro Cycling (2019)            |
| Jason Tesson (1. Aug.–31. Dez., Stagiaire)   | 9. Januar 1998     | Frankreich         | Sojasun espoir-ACNC (2020)            |
| Nickolas Zukowsky                            | 3. Juni 1998       | Kanada             | Floyd's Pro Cycling (2019)            |
|                                              |                    |                    |                                       |
| Quelle: ProCyclingStats                      |                    |                    |                                       |